# Caniac-du-Causse
Caniac-du-Causse is een gemeente in het Franse departement Lot (regio Occitanie) en telt 246 inwoners (1999). De plaats maakt deel uit van het arrondissement Gourdon.

## Geografie
De oppervlakte van Caniac-du-Causse bedraagt 35,1 km², de bevolkingsdichtheid is 7,0 inwoners per km².
De onderstaande kaart toont de ligging van Caniac-du-Causse met de belangrijkste infrastructuur en aangrenzende gemeenten.

## Demografie
Onderstaande figuur toont het verloop van het inwonertal (bron: INSEE-tellingen).